# Eulocastra latifasciata
Lepidogma latifasciata là một loài bướm đêm trong họ Noctuidae.